# Kościół św. Wawrzyńca w Goszczy
Kościół św. Wawrzyńca Diakona i Męczennika w Goszczy – kościół znajdujący się w Goszczy, w gminie Kocmyrzów-Luborzyca, w powiecie krakowskim, w województwie małopolskim.
Zabytkowa świątynia z 1737 roku, pełniąca funkcję kościoła parafialnego miejscowej parafii wpisana została do rejestru zabytków nieruchomych województwa małopolskiego. W skład zabytkowego zespołu wchodzi: kościół, kostnica z I poł. XIX wieku, plebania z przełomu XIX/XX oraz ogrodzenie z XVIII wieku.

## Historia
Pierwsze wzmianki o kościele w Goszczy pochodzą z lat 1373–1374. Był to prawdopodobnie kościół drewniany. W latach 1503–1504 kościół ten został przebudowany staraniem Kapituły Krakowskiej. Świątynia ta nie dotrwała do naszych czasów. Obecny, pod wezwaniem św. Wawrzyńca został zbudowany w 1737 roku i konsekrowany 29 września 1747. W roku 1749 ówczesny biskup sufragan krakowski Michał Ignacy Kunicki umieścił w jego ołtarzu relikwie świętych Aureliusza i Bonifacego.

## Architektura
Budynek murowany, orientowany, jednonawowy, z prezbiterium zamkniętym półkoliście. W 1928 roku dobudowano do fasady wieżę. Obiekt był kilkakrotnie remontowany i przebudowany, przez co zatracił swoje cechy stylowe. Z ważniejszych prac remontowych wymienić należy: nowe tynki renowacyjne wewnętrzne i zewnętrzne, wymiana dachu z więźbą dachową, instalacja energetyczna, ogromnienie, pokrycie wieży blachą miedzianą, elektryczny napęd dzwonów, renowacja ołtarzy, nowe posadzka i ławki, kompozycje z kostki granitowej na zewnątrz kościoła itd.

## Wyposażenie wnętrza
- W ołtarzu głównym pierwotnie znajdował się drewniany krucyfiks (obecnie w bocznym ołtarzu), aktualnie obraz Matka Boża Pocieszenia[2];
- XVI-wieczna kamienna chrzcielnica z herbami Korczak, Ogończyk, Rola i Kapituły krakowskiej[2][6];
- XVI-wieczna kamienna kropielnica z płaskorzeźbą św. Piotra[2];
- późnobarokowy obraz Ukrzyżowanie z XVIII wieku[6];
- kielich liturgiczny z 1705 roku[6].